# Socka
Socka – wieś w Słowenii, w gminie Vojnik. W 2018 roku liczyła 392 mieszkańców.